# It Amazes Me
It Amazes Me è il secondo album discografico in studio dell'artista Liza Minnelli, pubblicato nel 1965 dalla Capitol Records. 

## Tracce
Side 1
1. Wait Till You See Him (Richard Rodgers, Lorenz Hart)
2. My Shining Hour (Johnny Mercer, Harold Arlen)
3. I Like the Likes of You (Vernon Duke, Yip Harburg)
4. It Amazes Me (Cy Coleman, Carolyn Leigh)
5. Looking at You (Cole Porter)
6. I Have Never Seen Snow (Arlen, Capote)

Side 2
1. Plenty of Time (Kander, Ebb)
2. For Every Man There's a Woman (Arlen, Leo Robin)
3. Lorelei (George Gershwin, Ira Gershwin)
4. Shouldn't There Be Lightning? (Alexander, Goldenberg)
5. Nobody Knows You When You're Down and Out (Jimmy Cox)
6. Walk Right In (Hosea Woods, Gus Cannon, Bill Svanoe, Erik Darling) / How Come You Do Me Like You Do (Gene Austin, Roy Bergere) (Medley)